# Amiga Computer Studio
Amiga Computer Studio – czasopismo wydawane przez wydawnictwo Computer Graphics Studio, w całości poświęcone komputerom Amiga.
Ukazywało się w latach 1996–2001, jako kontynuacja wcześniej wydawanych w latach 1992–1996 czasopism „Computer Studio” i „Computer Studio Wydanie Specjalne”. Do pisma dołączany był CD-ROM z amigowym oprogramowaniem, produkcjami sceny amigowej itp. Pierwsze numery ACS skierowane były głównie do graczy, z biegiem czasu pismo ewoluowało w bardziej techniczną stronę – testy sprzętu i oprogramowania, kursy. Czasopismo upadło wraz z nadejściem wakacji 2001 roku, jednocześnie gdy wydawnictwo CGS zlikwidowało pozostałe swoje tytuły wówczas wydawane. 